# Florissantia
Florissantia es un género extinto de malvácea que vivió del Eoceno al Oligoceno en Norte América occidental y del que se han identificado tres especies. Se han encontrado impresiones fósiles de flores, frutos y polen de estas plantas en varios yacimientos de Columbia Británica, el estado de Washington, Oregón y Colorado